# Edgewater (Wisconsin)
Edgewater è un comune degli Stati Uniti, situato in Wisconsin, nella Contea di Sawyer.